# Parfumul: povestea unei crime
Parfumul: povestea unei crime (titlu original în germană Das Parfum – Die Geschichte eines Mörders) este o coproducție franco-germană-spaniolo-americană produs sub regia regizorului german Tom Tykwer. Premiera filmului are loc în 2006. Filmul este ecranizarea romanului criminalistic Parfumul scris de Patrick Süskind.

## Acțiune
Acțiunea are loc în secolul XVIII în Franța. Un tânăr din orașul Grasse  este adus din închisoare pentru a fi executat la moarte pe o piață,  în fața unei mulțimi furioase. El este acuzat de mai multe crime. Urmează o retrospectivă, pe o piață de pește în Paris în 17 iulie 1738 vânzătoarea Jean-Baptiste Grenouille naște un copil. Ea nu se va interesa de soarta noului născut, copilul ajunge la Jean-Baptiste Grenouille, o doică care este ajutată financiar de mănăstire. Copilul are câteva ciudățenii printre care este un simț deosebit de dezvoltat al mirosului. Ceilalți copii încearcă să-l omoare, dar va fi salvat dr doică. Madame Gaillard vinde copilul unui tăbăcar, el avea acum 13 ani și era numit Grenouille. Pe drum spre clienți, Grenouille descoperă diferite mirosuri și arome din Paris. Cu ajutorul simțului deoasebit al mirosului Grenouilles descoperă o fată care vinde mirabelle (prune), el sugrumă fata care caută să țipe după ajutor. După omor ca să inspire aroma ei, Grenouille dezbracă fata. Grenouilles ajunge în prăvălia unui parfumeur italian care voia să producă un parfum nou numit „Amor et Psyche“.  Grenouille reușește spre surprinderea parfumeurului să amestece esențele și să producă parfumul dorit. Parfumeurul Baldini cumpără de la tăbăcar contra suma de 50 de franci pe Grenouille, care de aici înainte produce parfumuri noi. Între timp moare în împrejurări misterioase tăbăcarul. Grenouille află de la Baldini că orașul Grasse este renumit prin producerea de parfumuri.
Pe drum Grenouille este atras de mirosul mai multor fete, pe care le omoară și le conservă aroma, scopul lui este obținerea unui parfum perfect. Pentru a stăvili crimele mulțimea cere ajutorul episcopului ca excomunică pe ucigașul necunoscut. 
Grenouille cade în cursa lui Antoine Richis, care observase între timp că numai fete virgine au fost omorâte. Pe data de 17 aprilie 1766 este fixată data execuției, dar Grenouille reușește prin deschiderea flaconului de parfum să producă în mulțime o orgie sexuală. Aroma parfumului îmbată mulțimea care este cuprinsă de sentimente de iubire și apetit sexual. Grenouille reușește să scape de execuție, în locului fiind executat Dominique Druot, un parfumeur.  În drum spre locul lui de naștere Grenouille  se stropește cu parfumul iubirii și este mâncat de oamenii îmbătați de aromă.

## Distribuție
- Ben Whishaw: Jean-Baptiste Grenouille
- Dustin Hoffman: Giuseppe Baldini
- Alan Rickman: Antoine Richis
- Rachel Hurd-Wood: Laure Richis
- Corinna Harfouch: Madame Arnulfi
- Carlos Gramaje: Polițist
- Birgit Minichmayr: mama lui Grenouilles
- Karoline Herfurth: fata cu mirabele
- Jessica Schwarz: Natalie
- Joanna Griffiths: Marianne
- Sara Forestier: Jeanne
- John Hurt: narator

## Premii
- Premiul Bambi (2006)